# Хвойные леса в верховьях Москвы-реки
Хвойные леса в верховьях Москвы-реки — государственный природный заказник (комплексный) регионального (областного) значения Московской области, целью которого является сохранение ненарушенных природных комплексов, их компонентов в естественном состоянии; восстановление естественного состояния нарушенных природных комплексов, поддержание экологического баланса. Заказник предназначен для:
- сохранения и восстановления природных комплексов;
- сохранения местообитаний редких видов растений и животных.

Заказник основан в 1988 году. Местонахождение: Московская область, Можайский городской округ, Порецкое сельское поселение. Заказник состоит из двух участков: участок № 1 расположен в 1 км к западу от деревни Замошье, в 0,6 км к северу от деревни Острицы-1 и в 0,35 км к северо-западу от деревни Холмово; участок № 2 расположен в 0,3 км к югу от деревни Холмово, в 0,3 км к югу от деревни Острицы-1, в 0,2 км к западу от деревни Острицы-2, и в 3,6 км к северо-западу от деревни Кузяево. Площадь заказника составляет 2607,20 га, в том числе: участок № 1 — 907,73 га; участок № 2 — 1699,46 га. Заказник расположен в кварталах 2, 3, 5, 6, 8—11, 26—30, 39—42, 66 Ново-Покровского участкового лесничества Бородинского лесничества (участок № 1 включает кварталы 2, 3, 5, 6, 8-11; участок № 2 включает кварталы 26—30, 39—42, 66).

## Описание
Территория заказника располагается на восточном макросклоне Смоленской возвышенности в зоне распространения слабоволнистых и плоских водно-ледниковых равнин, а также холмистых и грядово-волнистых моренных равнин. Абсолютные высоты в границах заказника изменяются от 205 м над уровнем моря (меженный уровень уреза воды в реке Москве на границе участка № 2) до 229 м над уровнем моря (отметка на возвышенном фрагменте равнины на участке № 1). Кровля дочетвертичного фундамента местности представлена известняками, доломитами, глинами и мергелями среднего карбона.
Участок № 1 заказника включает фрагмент слабоволнистой водно-ледниковой равнины. Перепады абсолютных высот территории незначительны — 217—229 м над уровнем моря. Поверхности равнины сложены водно-ледниковыми песчаными отложениями времени отступания московского ледника (часто перекрытыми покровными суглинками), залегающими на более ранних валунно-галечных песчаных водно-ледниковых отложениях (донского — московского горизонта), а также на карбонатной песчано-каменистой морене. Уклоны поверхностей равнины не превышают 1-3 градуса. В пределах участка представлены слабовыраженные в рельефе широкие ложбины, многочисленные плосковершинные всхолмления высотой до 2 м, а также пониженные переувлажненные западины. Ложбина, проходящая субширотно в центральной части участка у его восточной границы достигает ширины около 1 км. Благодаря карбонатным песчано-каменистым толщам, подстилающим относительно маломощные позднемосковские водно-ледниковые и покровные отложения (местами выклиниваются), на территории участка практически повсеместно развиты карстовые (подземный и подповерхностный карст) и суффозионные процессы, приводящие к образованию ложбин, западин, впадин, блюдец, воронок проседания. Просадочные процессы выражены практически на всей территории участка. Субгоризонтальные переувлажненные поверхности равнины, плоские днища западин осложнены многочисленными биогенно-минеральными кочками.
В состав участка № 2 входит часть слабоволнистой водно-ледниковой равнины, ограниченной с юга отрезком долины реки Москвы в её верховьях. Южнее расположена грядово-волнистая моренная равнина, которая представлена в заказнике краевым фрагментом, включающим средние и нижние части её склонов. Абсолютные высоты в границах участка — 205—226 м над уровнем моря. Территория участка включает существенные площади ложбин и западин. Ширина ложбин — до 0,5—1 км. Южная оконечность Участка № 2, включающая фрагмент долины реки Москвы, прорезается также её отрогами, наиболее крупным из которых является долина реки Зароченки. Долина реки Москвы в заказнике имеет глубину вреза до 10 м. Ширина поймы реки — до 150—250 м. Долина Зароченки имеет ширину 250—300 м и более.
Для участка № 2 также характерны формы рельефа, образованные в результате суффозии, подземного и подповерхностного карста. Западины здесь более глубокие, чем на участке № 1, в долине реки Москвы встречаются наиболее четко выраженные воронки подповерхностного карста.
Поверхности водно-ледниковых равнин участка сложены позднемосковскими водно-ледниковыми песками (на донско-московских водно-ледниковых отложениях), местами с прослоями супесей и суглинков, иногда перекрытыми покровными отложениями, а в западинах — торфяными толщами. Поверхности моренной равнины сложены суглинистой мореной, перекрытой покровными суглинками и подстилаемой домосковской толщей карбонатной, преимущественно песчано-каменистой морены. Совокупная мощность горизонтов покровных суглинков и суглинистой морены отличается высокой пространственной изменчивостью, имеются пятна, где эти отложения полностью выклиниваются.
На обширных переувлажненных территориях заказника происходит биогенное рельефообразование — нарастание подушки торфа на болотах, формирование растительных кочек, приствольных повышений, искорей и так далее. На склонах идут делювиальные процессы, линейная эрозия выражена локально — в южной оконечности заказника.
Преобладающая доля площади заказника представлена сырыми равнинами, заболоченными ложбинами и западинами, а также болотами. Гидрологический сток территории заказника направлен в реку Москву и её левые притоки — Зароченку, Мошну, Песочню. Извилистое русло реки Москвы в границах участка № 2 имеет ширину 6—11 м. Ширина рек Мошны и Зароченки, протекающих соответственно в южных частях участков № 1 и 2, достигает 2—5 м. В XX веке оба участка заказника претерпели мелиоративное преобразование — здесь в различных направлениях проложены многочисленные зарастающие ныне дренажные каналы и канавы. Естественное восстановление нарушенных мелиорацией экосистем находится на завершающей стадии, гидрорежим близок к генетически обусловленному.
Почвенный покров равнин заказника представлен преимущественно дерново-подзолами глеевыми, реже дерново-подзолами, на песчано-супесчаных отложениях, а также дерново-подзолистыми и дерново-подзолисто-глеевыми почвами на суглинках. Почвы днищ ложбин — гумусово-глеевые и перегнойно-глеевые. Для болот в ложбинах и западинах характерны торфяные эутрофные почвы, торфяные олиготрофные почвы, а также их пятнистости. На поймах рек заказника представлены аллювиальные светлогумусовые и аллювиальные перегнойно-глеевые почвы.

### Флора и растительность
В заказнике преобладают субнеморальные и таёжные еловые и сосново-еловые леса и их производные; заболоченные елово-сосновые, сосновые, сосново-березовые и березовые леса, березовые и черноольховые заболоченные влажнотравные леса; пойменные сырые и заболоченные сероольшаники. В заказнике представлены как достаточно крупные болотные массивы, так и многочисленные отдельные верховые, переходные и низинные болота среди лесов.
Наиболее дренированные пространства участка № 1 заняты еловыми и сосновыми лесами, преимущественно черничными, бруснично-черничными, вейниковыми, редкотравными, а также вторичными березняками тех же типов. Большая часть таких лесов сосредоточена в кварталах 6, 10 и 11 и частично присутствует в кварталах 2, 3, 5, 8 и 9. Участки молодых еловых культур присутствуют в большинстве кварталов участка.
Еловые и березово-еловые чернично-зеленомошные леса характеризуются преобладанием черники в травяно-кустарничковом ярусе. Высота деревьев достигает более 20—25 м, диаметр стволов — 30—40 см. В травяно-кустарничковом ярусе чернике сопутствуют звездчатка жестколистная, кислица обыкновенная, щитовник картузианский (игольчатый), брусника, ожика волосистая, земляника лесная. В напочвенном покрове (покрытие более 50 процентов) пятнами представлены зеленые таёжные и нежные дубравные мхи (виды мниума и плагиомниума, атрихум удлиненный). Мхи обильны также на комлях и валежнике.
Ельники черничные чередуются с ельниками бруснично-черничными с вейником тростниковидным и ельниками вейниковыми зеленомошными. В травяном покрове обильны таёжные виды: черника, кислица обыкновенная, папоротники, встречаются плауны годичный и булавовидный. На более сырых участках формируются ельники чернично-сфагновые с примесью сосны. В них пятна сфагнума в микрозападинах чередуются с черничными группировками. Местами отмечены сухие ели, пораженные типографом, и вывалы, где разрастаются малина и крапива двудомная.
Участки елово-сосновых лесов заказника на водораздельных поверхностях вкраплены в еловые леса и представлены схожими типами лесов — бруснично-черничными, черничными зеленомошными и вейниковыми с зелеными мхами, кислицей и папоротниками.
На территории заказника местами произрастают также ельники и сосняки с елью субнеморальные. В их древостое участвуют ель и сосна в разных сочетаниях. Высота деревьев — около 30 м. Преобладает густой еловый подрост сомкнутостью 70—80 процентов, единичны береза, дубы и липы и их подрост. В подлеске участвуют рябина, крушина ломкая и малина. Сомкнутость подлеска — 60—70 процентов. В травяно-кустарничковом покрове доминирует черника, брусника, папоротники, кислица, встречаются копытень европейский, звездчатка жестколистная, зеленчук жёлтый, хвощи лесной и луговой. Местами много плауна годичного и булавовидного (редкий и уязвимый вид, не включенный в Красную книгу Московской области, но нуждающийся на её территории в постоянном контроле и наблюдении), ландыша майского, вороньего глаза, есть воронец колосистый. На замшелых основаниях стволов лиственных пород найдены редкие в области листоватые лишайники — пельтигеры новомногопалая и Дегена.
Фрагментами произрастают сосново-березовые и березово-сосновые леса с елью во втором ярусе редкопокровные с мертвопокровными участками под густым еловым подростом. Высота сосен — до 30 м, диаметр — 40—50 (60) см; высота берез — до 25 м, диаметр — 40—50 см. Единично в первом ярусе присутствует ель высотой 25 м и диаметром 40 см. Ель обильна во втором ярусе (высота — 10—12 м, диаметр — 10 см). Подрост ели густой. Единичен подрост рябины и по краю леса — дуба. В травяно-кустарничковом ярусе преобладает черника.
На дренированных участках произрастают также березово-еловые леса с сосной редкотравные с мертвопокровными участками. Высота деревьев — до 25 м, диаметр — 30—40 см. Во втором древесном ярусе ели высотой 10 м. В разреженном травяном ярусе — живучка ползучая, звездчатка жестколистная, щитовники картузианский и мужской, кислица, земляника лесная, вероника лекарственная, осока пальчатая, мерингия трехжилковая, сивец луговой, сныть обыкновенная, мицелис стенной, ожика волосистая.
Ложбины и западины заняты заболоченными лесами сосновыми, березово-сосновыми, сосново-березовыми, березовыми и березовыми с елью. Высота деревьев — до 15—20 м. В подлеске единично участвуют крушина ломкая, ива пепельная. В напочвенном покрове травяно-сфагновых типов преобладает тростник обыкновенный. Характерен сплошной сфагновый покров. На приствольных повышениях растут черника, брусника, щитовник картузианский. На ветвях сосен, елей и берез в заболоченных лесах обильны охраняемые в области виды лишайников — уснеи жестковолосатая, почти цветущая и нитчатая, или густобородая, а также редкие лишайники из рода бриория — волосовидная, сивоватая, буроватая и переплетенная.
В заболоченных березняках высота берез достигает 20 м, диаметр стволов — 20—30 см. В подлеске единично участвует крушина ломкая. К березе примешивается ель высотой до 10 м, есть усохшие ели. В травяном ярусе преобладает вейник незамечаемый, обильны осоки: сближенная, волосистоплодная и чёрная, присутствует сабельник болотный, встречается камыш лесной. Сфагновый покров составляет около 80 процентов и 20 процентов приходится на политрихум обыкновенный. На приствольных повышениях растут костяника, брусника, черника, щитовник картузианский, седмичник европейский, хвощ луговой. Здесь же отмечен подрост дуба высотой до 7 м.
В переувлажненных ложбинах и западинах преобладают заболоченные сосновые, березовые и сосново-березовые леса, пересеченные зарастающими дренажными канавами. В 9 и частично 8 кварталах значительные площади заняты заболоченными черноольховыми влажнотравными лесами с ивами козьей, пятитычинковой и пепельной, черемухой, хмелем, таволгой вязолистной, крапивой двудомной, осоками пузырчатой, дернистой и сближенной, пасленом сладко-горьким, шлемником обыкновенным, калужницей болотной, ирисом аировидным, зюзником европейским и др.
Встречаются верховые березово-сосновые пушицево-сфагновые и переходные серовейниково-осоково-сфагновые болота (с ивой пепельной, осоками чёрной, вздутой и волосистоплодной, пушицей многоколосковой, ситником нитевидным), а также низинные тростниковые болота с единичной березой и с полосой осоки по краю.
На участке № 2 представлены еловые и сосново-еловые субнеморальные и таёжные леса, лесокультуры ели, заболоченные березовые, сосново-березовые и сосновые леса с участками верховых, переходных и низинных болот и пойменные сероольшаники. По площади абсолютно преобладают сырые и заболоченные типы леса.
Субнеморальные производные елово-осиновые и елово-березовые леса с подростом широколиственных пород встречаются только в 53 и 54 кварталах заказника. Эти леса развиты на месте сосново-еловых папоротниково-кислично-широкотравных лесов с ольхой серой, рябиной, крушиной ломкой, с нежными дубравными зелеными мхами и плагиохиллой порелловидной. В травяном покрове значительную роль играет зеленчук жёлтый, встречаются ожика волосистая, мицелис стенной, щитовник картузианский, копытень, костяника, фиалка теневая, ветреница дубравная (занесена в Красную книгу Московской области) и хвощ лесной. В западинах появляются сфагновые мхи, черника, щучка дернистая, вейник сероватый.
Сосново-еловые леса таёжного типа и их производные елово-березовые произрастают в центральной и северной частях участка в кварталах 28, 39, 42. В подросте здесь по-прежнему преобладает ель. Травяно-кустарничковый покров отличается присутствием таких обязательных спутников сосны, как вейник тростниковидный, костяника, брусника, орляк, золотарник обыкновенный и марьянник луговой.
Сосново-еловые чернично-кислично-вейниковые и сосново-еловые вейниково-черничные леса с комплексом таёжных видов (седмичник европейский, вейник тростниковидный, майник двулистный, ожика волосистая, кислица обыкновенная, костяника) представлены небольшими пятнами на повышениях. На небольших участках папоротниково-кисличных сосново-еловых лесов отмечены также фегоптерис связывающий, голокучник Линнея, двулепестник альпийский, подмаренник трехцветковый, щитовник распростёртый.
Сосново-еловые папоротниковые зеленомошные леса развиты на достаточно дренированных участках на отложениях довольно легкого механического состава. В древостое кроме ели участвуют сосна, а также береза повислая, или бородавчатая, и осина. Для травяного покрова характерны щитовник картузианский, голокучник Линнея, черника, брусника, майник двулистный, ортилия однобокая, ландыш майский, вейник тростниковидный, местами встречаются заросли орляка обыкновенного. Изредка здесь встречаются производные березово-осиново-еловые кислично-вейниково-орляковые леса. Напочвенный покров образуют зеленые мхи (плеврозиум Шребера, виды дикранума, птилиум и гилокомиум блестящий). По западинам обильны сфагновые и долгие политриховые мхи.
В лесных кварталах естественные леса чередуются с многочисленными участками лесокультур ели разного возраста и трансформированными посадками прошлых лет.
По опушкам сосново-еловых и березово-еловых лесов и прогалинам среди них тянутся полосы осиново-ольховых крушиновых папоротниково-щучковых сообществ, где встречаются любка двулистная, дремлик широколистный и пальчатокоренник Фукса (последние три вида — редкие и уязвимые таксоны, не включенные в Красную книгу Московской области, но нуждающиеся на её территории в постоянном контроле и наблюдении).
Широко распространены в кварталах 27, 28 и 41 чернично-сфагново-долгомошные, долгомошно-сфагновые и сфагновые сосновые, елово-сосновые и березовые леса с подростом ели и березы пушистой. В подлеске единично участвуют крушина ломкая и ива пепельная. Характерен сплошной сфагновый покров. На приствольных повышениях растут черника, брусника, щитовник картузианский, седмичник европейский. В напочвенном покрове травяно-сфагновых типов преобладает тростник обыкновенный, осоки чёрная и волосистоплодная, вербейник обыкновенный, в понижениях растет сабельник болотный, шлемник обыкновенный, хвощ речной, камыш лесной, фиалка лысая, осоки пузырчатая и вздутая.
Среди сфагновых лесов вкраплены небольшие низинные и переходные лесные болотца серовейниковые, камышовые, осоково-хвощево-сабельниковые. На ветвях сосен, елей и берез в заболоченных лесах обильны редкие охраняемые в области виды лишайников — уснеи жестковолосатая и густобородая, а также бриории — волосовидная, сивоватая, буроватая и переплетенная. По окраинам переходных болот в лесах среди сфагновых мхов встречается пальчатокоренник пятнистый (занесен в Красную книгу Московской области).
На участке представлены довольно крупные верховые сосново-березовые и березово-сосновые пушицево-сфагновые болота с болотными кустарничками, где доминирует в основном багульник болотный. На небольших верховых сосновых и березово-сосновых пушицево-сфагновых болотах встречаются черника, брусника, осока чёрная, ситник развесистый, а на ветвях берез растет уснея жестковолосатая и эверния многообразная.
На внешних границах лесных массивов и крупных лесных прогалинах развиты сырые и заболоченные луга и участки низинных болот. На заболоченных влажнотравно-разнотравных лугах с кустарниковыми ивами, по периферии низинных болот, в условиях сочения вод, богатых соединениями кальция, произрастает охраняемый в Российской Федерации и Московской области вид — пальчатокоренник длиннолистный, или балтийский, — как единичными экземплярами, так и группами. В сходных местообитаниях встречается и дремлик болотный (занесен в Красную книгу Московской области). Вместе с ними часто встречается ещё один вид орхидных — пальчатокоренник кроваво-красный и его гибриды, а также купальница европейская (редкие и уязвимые виды, не включенные в Красную книгу Московской области, но нуждающиеся на территории области в постоянном контроле и наблюдении). Для таких лугов характерны осоки жёлтая, чёрная, бледноватая, мохнатая, валериана лекарственная, бодяк болотный, герань болотная, василистник светлый, щучка дернистая, хвощ полевой.
Заболоченные сероольшаники с ивами пепельной и пятитычинковой, смородиной чёрной, хмелем развиты в долине реки Москвы и её притоков. Местами встречается ольха чёрная и черемуха. В травяном покрове участвуют таволга вязолистная, крапива двудомная, сныть, страусник обыкновенный, колокольчик широколистный, пролесник многолетний, чистец лесной, будра плющевидная, яснотка крапчатая, купырь лесной, хвощ речной, василистник простой. В пойме реки Москвы эти сероольшаники чередуются с низинными старичными болотами, где растут таволга вязолистная, калужница болотная, двукисточник, вейник сероватый, ирис аировидный, ежеголовник всплывший, вех ядовитый, камыш лесной, рогоз широколистный, осоки острая, пузырчатая, дернистая и др., ситник развесистый, крапива двудомная, бодяк овощной, кипрей болотный, тиселинум болотный, белокрыльник болотный, тростник южный, сабельник болотный, хвощ речной, шлемник обыкновенный, зюзник европейский, вербейник обыкновенный, дербенник иволистный, сердечник горький.
В реке у берега растут двукисточник тростниковидный, калужница болотная, сусак зонтичный, осока острая и сытевидная, стрелолист обыкновенный, ежеголовник прямой, а в воде — кубышка жёлтая, омежник водный, лютик завитой, рдест пронзеннолистный и другие.

### Фауна
Животный мир заказника отличается высоким видовым разнообразием и репрезентативностью для соответствующих природных сообществ Московской области. Отмечено обитание 106 видов наземных позвоночных животных, в том числе 6 видов амфибий, 1 вида рептилий, 75 видов птиц и 24 видов млекопитающих.
Основу фаунистического комплекса наземных позвоночных животных заказника составляют виды, характерные для хвойных (преимущественно еловых) и смешанных лесов Нечернозёмного центра России. Абсолютно преобладают виды, экологически связанные с древесно-кустарниковой растительностью. Значительная протяжённость и изрезанность внешней опушечной линии, а также наличие водотоков и болот определяют наличие здесь видов, связанных с лугово-полевыми и водно-болотными местообитаниями. Практически полное отсутствие синантропных видов, тяготеющих к близлежащим населённым пунктам, свидетельствует о высокой степени сохранности и целостности природного комплекса.
Животное население обоих участков заказника представляет единый и достаточно однородный в экологическом отношении комплекс, тесно связанный также с примыкающими открытыми пространствами и лесными массивами. В фауне и населении позвоночных животных выделяются четыре хорошо различающиеся зооформации — зооформация хвойных лесов и верховых болот, зооформация лиственных лесов, зооформация лугово-опушечных местообитаний, зооформация водных и околоводных местообитаний, распространенные по всей территории заказника.
На территории заказника господствует зооформация хвойных лесов и верховых болот, населяющая высокоствольные еловые и сосновые леса, смешанные хвойно-мелколиственные насаждения, лиственные леса с развитым вторым ярусом и подростом ели, участки сомкнутых еловых и сосновых культур, сфагновые сосняки, а также верховые и переходные болота, открытые и зарастающие сосной и березой. В состав зооформации входят типичные обитатели хвойных и смешанных лесов как европейского происхождения (рыжая полевка, лесная куница, пеночка-весничка, пеночка-теньковка, желтоголовый королек, серая мухоловка, зарянка, певчий дрозд, чиж), так и сибирского (обыкновенная белка, рябчик, желна, рябинник, пухляк, обыкновенный снегирь). К характерным таёжным видам относятся трехпалый дятел и кедровка, занесенные в Красную книгу Московской области. Значительную долю населения животных в субнеморальных ельниках составляют выходцы из европейских широколиственных лесов — обыкновенный еж, малая лесная мышь, вяхирь, лесной конек, сойка, крапивник, славка-черноголовка, чёрный дрозд, зяблик, а также широко распространенные лесные виды: обыкновенная бурозубка, канюк, тетерев (редкий и уязвимый вид, не включенный в Красную книгу Московской области, но нуждающийся на территории области в постоянном контроле и наблюдении), обыкновенная кукушка, большой пестрый дятел, обыкновенный поползень, обыкновенная пищуха. С хвойными и смешанными лесами связаны в своем распространении серая жаба, остромордая лягушка и живородящая ящерица.
По состоянию на 2012—2014 годы подтверждено обитание на территории заказника бурого медведя и рыси (оба вида занесены в Красную книгу Московской области), а также волка.
Высокоствольные сосновые леса предпочитают дрозд деряба и хохлатая синица — редкие и уязвимые виды, не включенные в Красную книгу Московской области, но нуждающиеся на территории области в постоянном контроле и наблюдении. На верховых болотах и в светлых участках старовозрастных сосновых лесов наибольшей численности достигает глухарь (редкий и уязвимый вид, не включенный в Красную книгу Московской области, но нуждающийся на территории области в постоянном контроле и наблюдении).
Зооформация лиственных лесов на территории заказника связана преимущественно с сырыми и заболоченными березняками, осинниками, насаждениями серой и чёрной ольхи. Наиболее характерными представителями данной зооформации являются малый пестрый дятел, обыкновенная иволга, пеночка-трещотка, мухоловка-пеструшка, белобровик, большая синица, лазоревка, длиннохвостая синица, или ополовник. Обычна травяная лягушка. К заболоченным лесам, в первую очередь черноольшаникам, приурочены излюбленные места гнездования серого журавля (вид занесен в Красную книгу Московской области) и большого подорлика (вид занесен в Красные книги России и Московской области).
Водные и околоводные местообитания, представленные в заказнике преимущественно поймами рек Москвы, Мошны и Зароченки, а также обширной сетью мелиоративных каналов и канав, населяют речной бобр, речная выдра (вид, занесенный в Красную книгу Московской области), американская норка, горностай, енотовидная собака, прудовая и озерная лягушки. Из птиц здесь встречаются кряква, болотный лунь, черныш, озерная и сизая чайки, белая трясогузка; на закустаренных пойменных лугах и в зарослях околоводной растительности обычны болотная и садовая камышевки, садовая славка, речной сверчок, варакушка, обыкновенный соловей, обыкновенная чечевица, камышовая овсянка. Долины рек Москвы и Мошны постоянно посещает чёрный коршун, изредка на пойменных лугах встречается белый аист, ежегодно гнездящийся в деревнях Чернево и Астафьево (оба вида занесены в Красную книгу Московской области).
На опушках лесного массива обычны пашенная и обыкновенная полевки, обыкновенный жулан, серая славка, черноголовый щегол, зеленушка, обыкновенная овсянка, а на примыкающих к ним лугах и залежах — перепел, коростель, обыкновенный жаворонок, луговой чекан, жёлтая трясогузка. В послегнездовой и предотлетный период держатся серые журавли. Здесь постоянно охотятся обыкновенный осоед, полевой и луговой луни (все три вида занесены в Красную книгу Московской области); зафиксирован степной лунь, занесенный в Красную книгу Российской Федерации и Красную книгу Московской области. В приопушечных насаждениях и на примыкающих высокотравных лугах в летнее время держится европейская косуля — редкий и уязвимый вид, не включенный в Красную книгу Московской области, но нуждающийся на территории области в постоянном контроле и наблюдении. Отмечен массовый лет ряда редких и уязвимых видов бабочек, не включенных в Красную книгу Московской области, но нуждающихся на территории области в постоянном контроле и наблюдении: адмирал, дневной павлиний глаз, ленточница малая, большая лесная перламутровка.
На всей территории заказника встречаются заяц-беляк, обыкновенная лисица, лось, кабан, ворон.
Территория заказника и непосредственно примыкающих к нему урочищ имеет исключительное значение для сохранения многих редких видов животных Московской области. Соседство с крупными лесными массивами Смоленской области обусловило особую роль рассматриваемой территории в поддержании и сохранении популяций диких копытных (лось, косуля, кабан), крупных хищников (рысь, бурый медведь, волк), редких видов крупных птиц (серый журавль, глухарь, тетерев, большой подорлик). Даже в период катастрофического снижения численности лосей в Подмосковье в середине 1990-х годов в районе расположения заказника этот вид оставался обычным. На территории заказника сохранились действующие глухариные тока и гнездовья серого журавля.
Территория заказника играет важную роль в природно-экологическом каркасе западной части Московской области, обеспечивая связи с крупными лесными и водно-болотными массивами Смоленской области.

## Объекты особой охраны заказника
Заказник включает часть территории бывшего Верхне-Москворецкого государственного заповедника, действовавшего с 1945 по 1951 год.
Охраняемые экосистемы: еловые, березово-еловые и сосново-еловые субнеморальные леса; участки еловых, осиновых и осиново-еловых лесов с широколиственными породами во втором ярусе; еловые, сосново-еловые леса таёжного типа; заболоченные сфагновые и долгомошно-сфагновые елово-сосновые, сосновые, березово-сосновые и березовые леса; низинные, переходные и верховые болота; сероольшаники с ивами влажнотравные; черноольшаники влажнотравные заболоченные; сырые и заболоченные луга с редкими видами орхидных.
Места произрастания и обитания охраняемых в Московской области, а также иных редких и уязвимых видов растений и животных, зафиксированных на территории заказника и перечисленных ниже, а также глухаря, тетерева и барсука.
Охраняемые в Московской области, а также иные редкие и уязвимые виды растений:
виды, занесенные в Красную книгу Российской Федерации и Красную книгу Московской области, — пальчатокоренник балтийский, или длиннолистный;
виды, занесенные в Красную книгу Московской области, — ветреница дубравная, пальчатокоренник пятнистый, дремлик болотный;
виды, являющиеся редкими и уязвимыми таксонами, не включенные в Красную книгу Московской области, но нуждающиеся на территории области в постоянном контроле и наблюдении: плаун булавовидный, пальчатокоренник мясо-красный, колокольчик широколистный, дремлик широколистный, пальчатокоренник Фукса, любка двулистная, купальница европейская.
Охраняемые в Московской области, а также иные редкие и уязвимые виды лишайников:
- виды, занесенные в Красную книгу Московской области, — уснеи жестковолосатая, почти цветущая, нитчатая, или густобородая, и оголяющаяся; гипогимния трубчатая;
- иные редкие виды — бриории переплетенная, сивоватая, буроватая и волосовидная, пельтигеры новомногопалая и Дегена.

Охраняемые в Московской области, а также иные редкие и уязвимые виды животных:
- виды, занесенные в Красную книгу Российской Федерации и Красную книгу Московской области, — большой подорлик, степной лунь;
- виды, занесенные в Красную книгу Московской области, — белый аист, чёрный коршун, обыкновенный осоед, полевой лунь, луговой лунь, серый журавль, трехпалый дятел, бурый медведь, речная выдра;
- виды, являющиеся редкими и уязвимыми таксонами, не включенные в Красную книгу Московской области, но нуждающиеся на территории области в постоянном контроле и наблюдении, — деряба, хохлатая синица, адмирал, дневной павлиний глаз, ленточница малая, большая лесная перламутровка.